# Bahnhof Mainz-Gustavsburg
Der Bahnhof Mainz-Gustavsburg ist der Bahnhof der hessischen Stadt Ginsheim-Gustavsburg. Da Gustavsburg zwischen 1930 und 1945 ein Stadtteil von Mainz war und der Bahnhof danach nicht rückbenannt wurde, hat sich der Zusatz „Mainz-“ erhalten. Das Empfangsgebäude steht unter Denkmalschutz.

## Geschichte

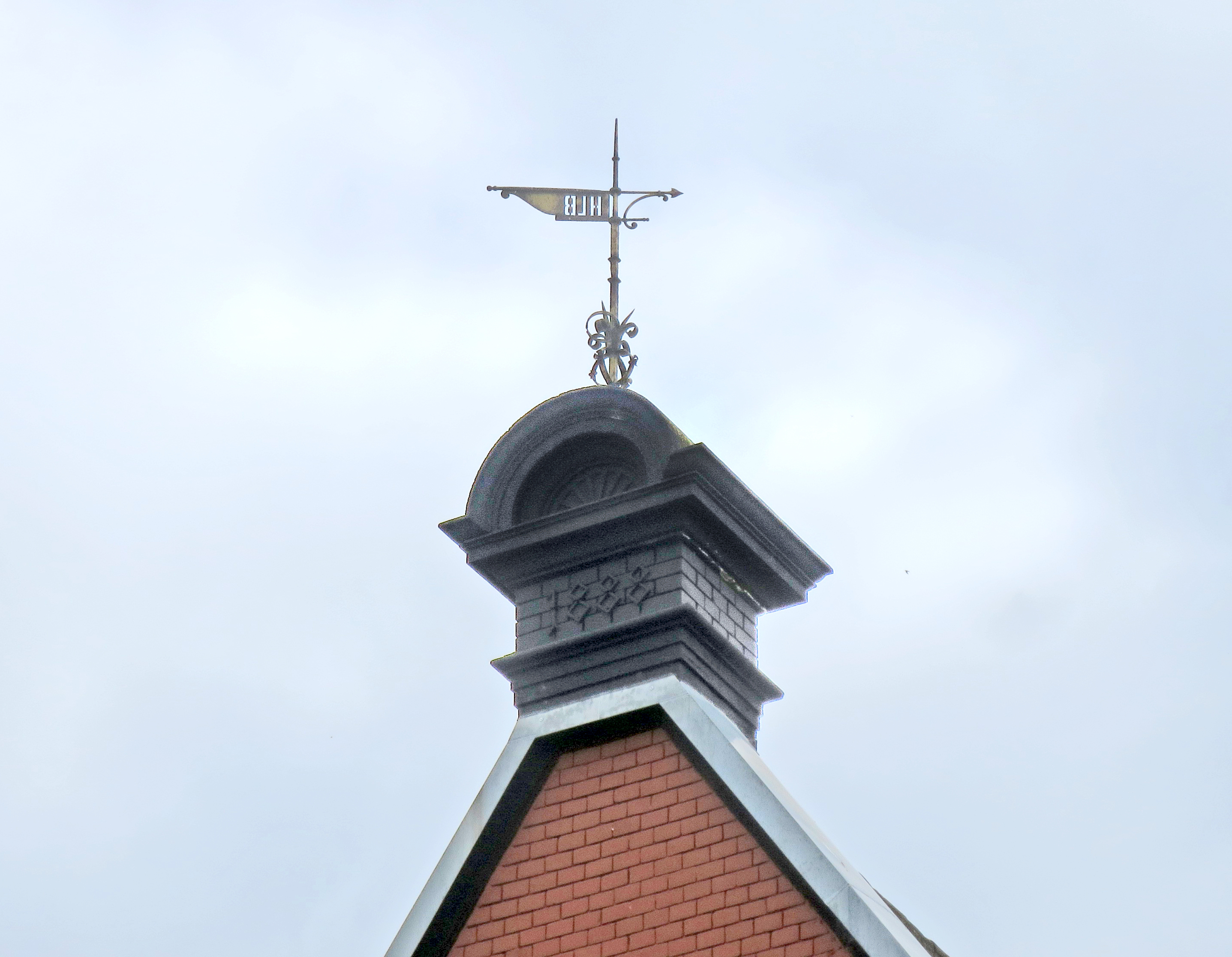
Wetterfahne der Hessischen Ludwigsbahn auf dem Empfangsgebäude

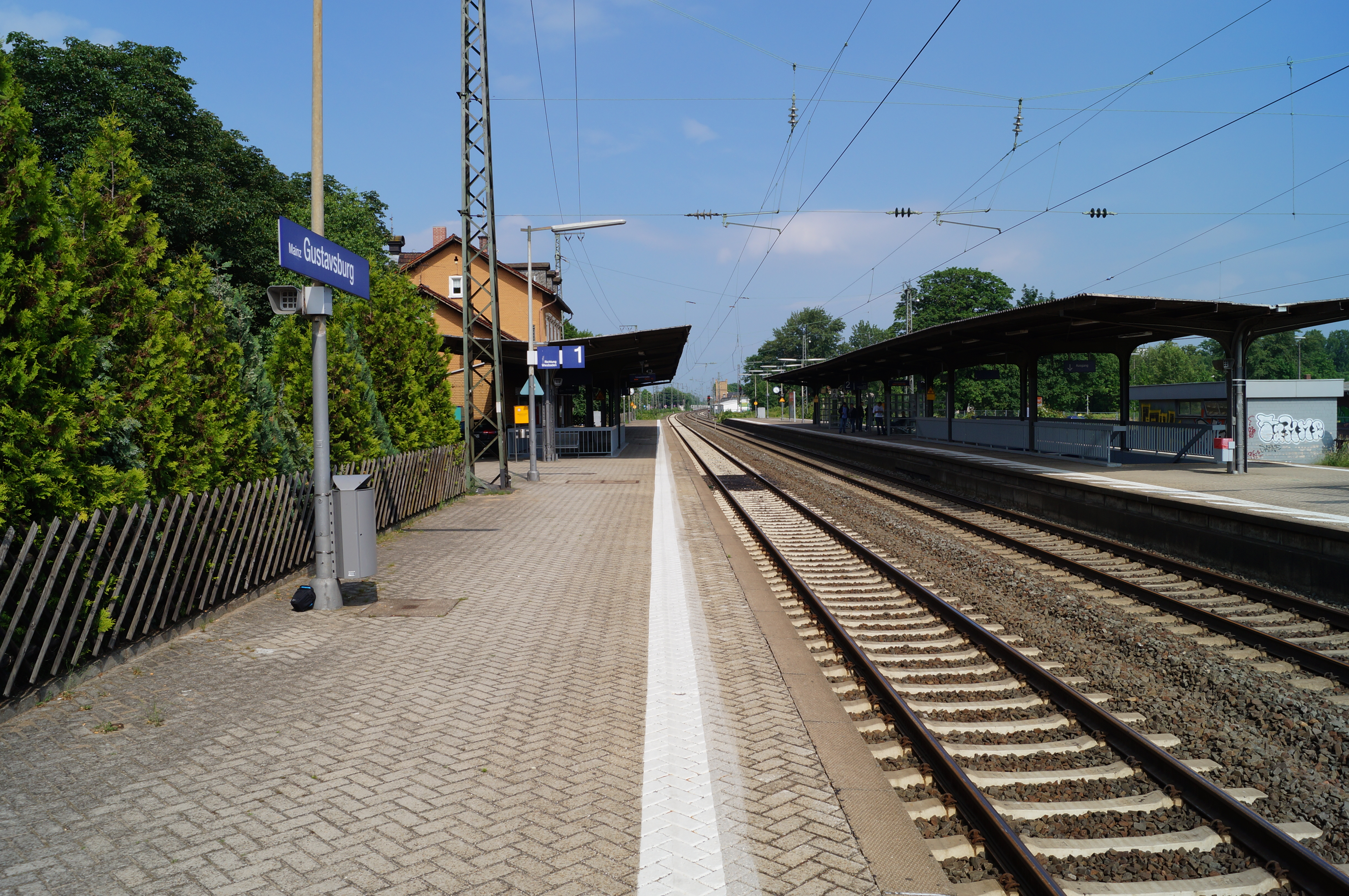
Die Bahnsteige des Bahnhofs Mainz-Gustavsburg

### Anfangsjahre
Der Bahnhof liegt an der am 1. August 1858 von der Hessischen Ludwigsbahn eröffneten Rhein-Main-Bahn, die Richtung Mainz zunächst am rechten Rheinufer, in einem Bahnhof im Hafen Gustavsburg endete. Von dort vermittelte das Trajekt Mainz–Gustavsburg den Verkehr weiter nach Mainz. Mit Eröffnung der Mainzer Südbrücke für den planmäßigen Verkehr am 3. Januar 1863 fuhren die Züge von Mainz nach Darmstadt und weiter nach Aschaffenburg lokomotivbespannt durch. Der Hafenbahnhof von Gustavsburg wurde nur noch im Güterverkehr bedient, was heute vom Güterbahnhof Mainz-Bischofsheim aus geschieht. Zwischen Mainz und dem Bahnhof Mainz-Bischofsheim gab es zunächst keinen planmäßigen Halt. Durch die explosionsartig steigende Bevölkerungszahl in der zweiten Hälfte des 19. Jahrhunderts wurde es aber immer wichtiger, dass auch Gustavsburg einen Bahnhof erhielt. Der wurde schließlich 1888 eröffnet und war zunächst – ebenso wie der Hafenbahnhof – ein Bahnhof der Kategorie dritter Klasse. Zehn Jahre später, die HLB war inzwischen in der Preußisch-Hessische Eisenbahngemeinschaft aufgegangen, wurden die beiden Bahnhöfe 1898 betrieblich zusammengeschlossen – der Hafenbahnhof war faktisch nun ein Bahnhofsteil des Bahnhofs „Gustavsburg-Kostheim“. Der Bahnhof wurde gleichzeitig zu einem Bahnhof der ersten Kategorie heraufgestuft.

### Name
Bei seiner Eröffnung trug der Bahnhof die Bezeichnung „Gustavsburg-Kostheim“. Nach der Eingemeindung Gustavsburgs nach Mainz 1930 erhielt der Bahnhof zum 1. Januar 1931 die Bezeichnung „Mainz-Gustavsburg“, ohne allerdings seine Bedeutung als Bahnanschluss des rechts des Mains liegenden Ortsteils Mainz-Kostheim zu verlieren. Als nach dem Zweiten Weltkrieg die rechtsrheinischen Stadtteile von Mainz an Hessen fielen, bildeten sie in der Folge die Gemeinde (heute: Stadt) Ginsheim-Gustavsburg. Die Bahnhofsbezeichnung wechselte nicht entsprechend.

## Empfangsgebäude
Das Empfangsgebäude von 1888 besteht aus einem traufständigen, zweigeschossigen, Mittelbau mit zwei ebenfalls traufständigen eingeschossigen Seitenflügeln. Baumaterial ist Backstein. Zur Straßenseite ist die dreiachsige Fassade des Mittelbaus durch einen einachsigen übergiebelten Mittelrisalit mit gebundenem Doppelfenster im ersten Stock gegliedert. Beidseitig befindet sich auf dem Dach des Mittelbaus je eine Dachgaube. Auf dem Giebelreiter ist das Baujahr 1888 vermerkt und es dreht sich eine goldene Wetterfahne mit dem Schriftzug HLB, der an die Hessische Ludwigsbahn erinnert. Das Gebäude ist heute ein Kulturdenkmal aufgrund des Hessischen Denkmalschutzgesetzes.

## Heutige Situation
Der Bahnhof wird von der Linie S8 der S-Bahn Rhein-Main angefahren. Diese verbindet Gustavsburg mit dem Mainzer und dem Wiesbadener Hauptbahnhof sowie mit dem Frankfurter und dem Hanauer Hauptbahnhof (über Frankfurt Flughafen und Offenbach). In den Hauptverkehrszeiten halten im Bahnhof einzelne Züge der Regionalbahnlinie RB 75, welche – genauso wie die S8 – nach Wiesbaden über Mainz verkehrt. In der Gegenrichtung fährt diese Linie über Groß-Gerau, den Darmstädter Hauptbahnhof, Dieburg und Babenhausen nach Aschaffenburg Hauptbahnhof. Bedingt durch Bauarbeiten zwischen Mainz Hbf und Wiesbaden Hbf wurden diese Fahrten in den Fahrplanjahren 2013 und 2014 über Mainz-Kastel nach Wiesbaden Hbf geführt, so dass der Bahnhof in diesem Zeitraum ausschließlich durch die Linie S8 bedient wurde.
| Linie                    | Verlauf | Takt   |
| ------------------------ | --- | ------ |
| S8                       | Wiesbaden Hbf – Wiesbaden Ost – Mainz Nord – Mainz Hbf – Mainz Römisches Theater – Mainz-Gustavsburg – Mainz-Bischofsheim – Rüsselsheim Opelwerk – Rüsselsheim – Raunheim – Kelsterbach – Frankfurt am Main Flughafen Regionalbahnhof – Frankfurt (Main) Gateway Gardens – Frankfurt am Main Stadion – Frankfurt-Niederrad – (Frankfurt (Main) Hbf /) (nur HVZ) Frankfurt (Main) Hbf tief – Frankfurt (Main) Taunusanlage – Frankfurt (Main) Hauptwache – Frankfurt (Main) Konstablerwache – Frankfurt (Main) Ostendstraße – Frankfurt (Main) Mühlberg – Offenbach-Kaiserlei – Offenbach Ledermuseum – Offenbach Marktplatz – Offenbach (Main) Ost (– Mühlheim (Main) – Mühlheim (Main) Dietesheim – Steinheim (Main) – Hanau Hbf) (nur HVZ) | 30 min |
| RB 75                    | Rhein-Main-Bahn: Wiesbaden Hbf – Mainz Hbf – Mainz Römisches Theater – Mainz-Gustavsburg – Mainz-Bischofsheim – Nauheim (b Groß Gerau) – Groß Gerau – Klein-Gerau – Weiterstadt – Darmstadt Hbf – Darmstadt Nord – Darmstadt-Kranichstein – Messel – Dieburg – Altheim (Hess) – Hergershausen – Babenhausen (Hess) – Stockstadt (Main) – Mainaschaff – Aschaffenburg Hbf Stand: Fahrplanwechsel Dezember 2021 | 60 min |
| Stand: 15. Dezember 2024 | |        |